# Унгер, Иосиф
Иосиф Унгер (нем. Joseph Unger; 1828—1913) — австрийский юрист и  политик; член Австрийской академии наук.

## Биография
Иосиф Унгер родился 2 июля 1828 года в городе Вене в еврейской семье; получил образование в университете родного города, где некоторое время работал помощником библиотекаря.
Был профессором гражданского права в Пражском университете и в альма-матер.
В 1861 году И. Унгер напечатал политическую брошюру: «Zur Lösung der ungarischen Frage». В 1867 году выступил кандидатом в нижнеавстрийский ландтаг; в своей программной речи он нарисовал мрачную картину политического положения Австрии, «войско которой разбито, финансы подорваны, благосостояние разрушено, право нарушено, конституция находится в опасности, народы во взаимной вражде, и, что всего хуже, тысячелетняя связь Австрии с общим немецким отечеством уничтожена». Ландтаг послал его в рейхсрат, но из-за болезни Унгер вынужден был отказаться от обоих мандатов.
В декабре 1868 году Иосиф Унгер был назначен пожизненным членом палаты господ, где занял место среди немецких либералов и часто выступал по юридическим, финансовым, государственно-правовым вопросам, ведя борьбу против реорганизации Австрии на федеративных началах, против чешского государственного права, против каких бы то ни было уступок славянским языкам, против притязаний духовенства, за расширение компетенции суда присяжных.

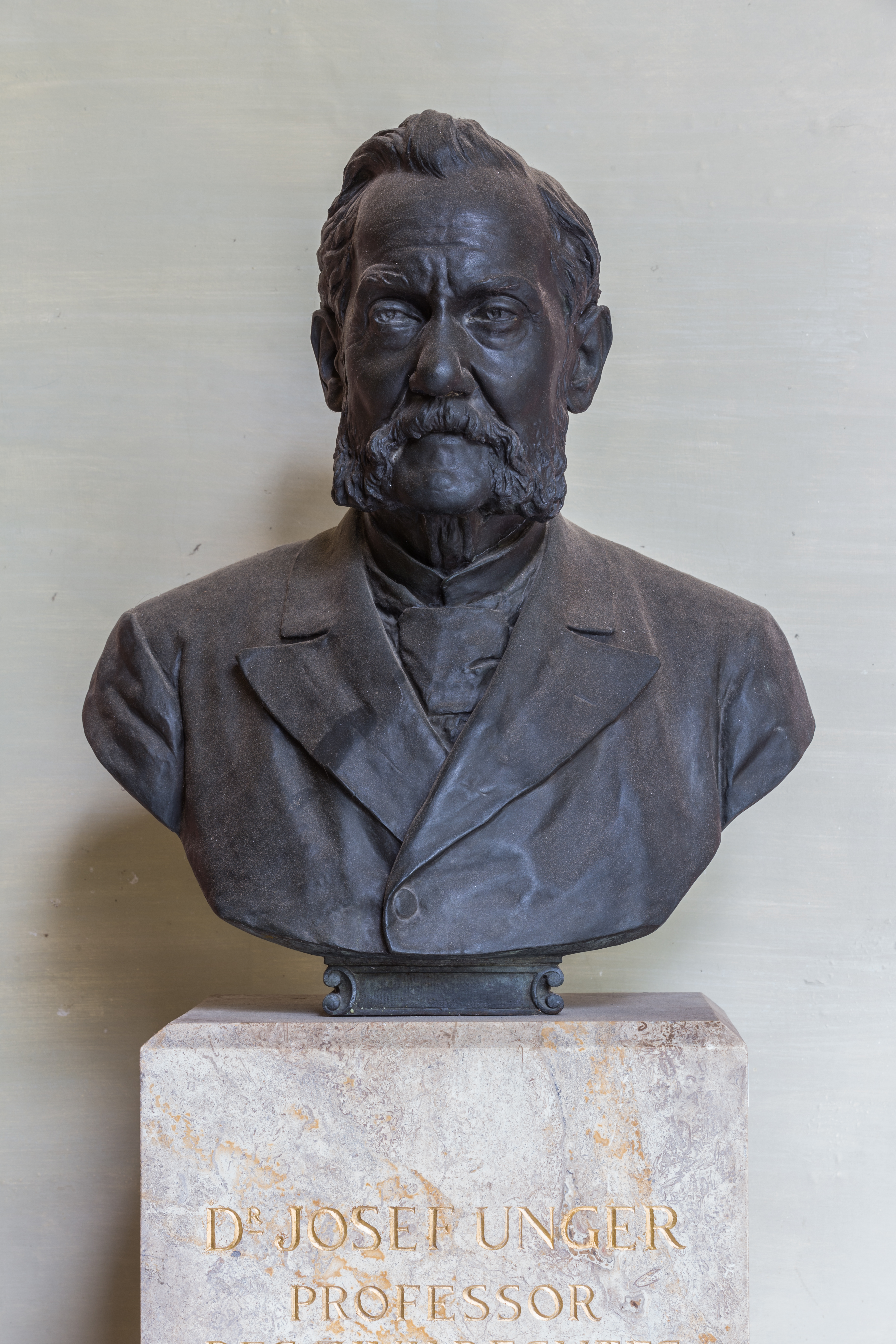
Бюст Иосифа Унгера
в Университете Вены
(скульптор Каспар фон Цумбуш)

В 1871 году Иосиф Унгер стал «министром без портфеля» в либеральном кабинете Адольфа фон Ауэршперга и сохранил этот пост до окончательного отставки кабинета министров в 1879 году. За это время, часто говоря от имени министерства в палате депутатов, он получил прозвище «Sprechminister».
В 1881 году Унгер был назначен председателем имперского суда в столице Австрии.
Важнейший его труд «System des österreichischen allgemeinen Privatrechts» был опубликован в 1856—1864 гг. в Лейпциге и выдержал несколько переизданий. На русский язык переведена докторская диссертации (1850) Унгера: «Брак в его всемирно-историческом развитии» (СПб., 1890).
Иосиф Унгер умер 2 мая 1913 года в Вене и был погребён на Центральном кладбище города.
Его заслуги перед отечеством были отмечены Королевским венгерским орденом Святого Стефана и Австрийским орденом Леопольда
Был женат на Эмме, дочери австрийского банкира и предпринимателя Фридриха Шая фон Коромла. 